# Prankton SC
El Prankton Soccer Club es un equipo de fútbol de las Islas Vírgenes estadounidenses que juega en el Campeonato de fútbol de las Islas Vírgenes estadounidenses, el torneo de fútbol más importante del país.
En la temporada 2019-20 el club terminó en la 6.ª colocación en la liga.